# Ningthoukhong
Ningthoukhong è una suddivisione dell'India, classificata come nagar panchayat, di 10.446 abitanti, situata nel distretto di Bishnupur, nello stato federato del Manipur. In base al numero di abitanti la città rientra nella classe IV (da 10.000 a 19.999 persone).

## Geografia fisica
La città è situata a 24° 33' 47 N e 93° 43' 43 E.

## Società

### Evoluzione demografica
Al censimento del 2001 la popolazione di Ningthoukhong assommava a 10.446 persone, delle quali 5.206 maschi e 5.240 femmine. I bambini di età inferiore o uguale ai sei anni assommavano a 1.483, dei quali 780 maschi e 703 femmine. Infine, coloro che erano in grado di saper almeno leggere e scrivere erano 6.990, dei quali 3.928 maschi e 3.062 femmine.